# HDAC7A
HDAC7A, histonska deacetilaza 7 je enzim koji je kod čoveka kodiran  genom.
Histoni imaju kritičnu ulogu u transkripcionoj regulaciji, progresu ćelijskog ciklusa, i razvojnim stupnjevima. Histonska acetilacija/deacetilacija menja strukturu hromozoma i uslovljava pristup transkripcionih faktora do DNK. Protein kodiran ovim genom je sekventno homologan sa članovima familije histon deacetilaza. Ovaj gen je ortologan sa HDAC7 genom miša, čiji protein promoviše represiju posredovanu transkripcionim korepresorom SMRT. Multiple alternativno splajsovane transkriptne varijante koje kodiraju nekoliko izoformi su nađene.

## Interakcije
Za HDAC7A je bilo pokazano da interaguje sa endotelinskim receptorom tipa A, , , , nuklearnim receptorskim korepresorom 1 i IKZF1.

## Literatura
1. ↑  Marks PA, Richon VM, Rifkind RA (2000). „Histone deacetylase inhibitors: inducers of differentiation or apoptosis of transformed cells”. J Natl Cancer Inst. 92 (15): 1210—6. PMID 10922406. doi:10.1093/jnci/92.15.1210.
2. ↑  Kao HY, Downes M, Ordentlich P, Evans RM (2000). „Isolation of a novel histone deacetylase reveals that class I and class II deacetylases promote SMRT-mediated repression”. Genes Dev. 14 (1): 55—66. PMC 316336 . PMID 10640276.
3. 1 2  „Entrez Gene: HDAC7A histone deacetylase 7A”.
4. ↑  Lee, H J; Chun M; Kandror K V (2001). „Tip60 and HDAC7 interact with the endothelin receptor a and may be involved in downstream signaling”. J. Biol. Chem. United States. 276 (20): 16597—600. ISSN 0021-9258. PMID 11262386. doi:10.1074/jbc.C000909200.
5. 1 2  Fischle, W; Dequiedt F;  . (2001). „Human HDAC7 histone deacetylase activity is associated with HDAC3 in vivo”. J. Biol. Chem. United States. 276 (38): 35826—35. ISSN 0021-9258. PMID 11466315. doi:10.1074/jbc.M104935200.
6. ↑  Xiao, Hui; Chung Jin;  . (2003). „Tip60 is a co-repressor for STAT3”. J. Biol. Chem. United States. 278 (13): 11197—204. ISSN 0021-9258. PMID 12551922. doi:10.1074/jbc.M210816200.
7. ↑  Lemercier, Claudie; Brocard Marie-Paule;  . (2002). „Class II histone deacetylases are directly recruited by BCL6 transcriptional repressor”. J. Biol. Chem. United States. 277 (24): 22045—52. ISSN 0021-9258. PMID 11929873. doi:10.1074/jbc.M201736200.
8. ↑  Koipally, Joseph; Georgopoulos Katia (2002). „A molecular dissection of the repression circuitry of Ikaros”. J. Biol. Chem. United States. 277 (31): 27697—705. ISSN 0021-9258. PMID 12015313. doi:10.1074/jbc.M201694200.

## Dodatna literatura
- Verdin E, Dequiedt F, Kasler HG (2003). „Class II histone deacetylases: versatile regulators.”. Trends Genet. 19 (5): 286—93. PMID 12711221. doi:10.1016/S0168-9525(03)00073-8.
- Maruyama K, Sugano S (1994). „Oligo-capping: a simple method to replace the cap structure of eukaryotic mRNAs with oligoribonucleotides.”. Gene. 138 (1–2): 171—4. PMID 8125298. doi:10.1016/0378-1119(94)90802-8.
- Suzuki Y; Yoshitomo-Nakagawa K; Maruyama K;  . (1997). „Construction and characterization of a full length-enriched and a 5'-end-enriched cDNA library”. Gene. 200 (1–2): 149—56. PMID 9373149. doi:10.1016/S0378-1119(97)00411-3.
- Lee HJ, Chun M, Kandror KV (2001). „Tip60 and HDAC7 interact with the endothelin receptor a and may be involved in downstream signaling”. J. Biol. Chem. 276 (20): 16597—600. PMID 11262386. doi:10.1074/jbc.C000909200.
- Fischle W; Dequiedt F; Fillion M;  . (2001). „Human HDAC7 histone deacetylase activity is associated with HDAC3 in vivo”. J. Biol. Chem. 276 (38): 35826—35. PMID 11466315. doi:10.1074/jbc.M104935200.
- Lemercier C; Brocard MP; Puvion-Dutilleul F;  . (2002). „Class II histone deacetylases are directly recruited by BCL6 transcriptional repressor”. J. Biol. Chem. 277 (24): 22045—52. PMID 11929873. doi:10.1074/jbc.M201736200.
- Bryant H, Farrell PJ (2002). „Signal Transduction and Transcription Factor Modification during Reactivation of Epstein-Barr Virus from Latency”. J. Virol. 76 (20): 10290—8. PMC 136559 . PMID 12239305. doi:10.1128/JVI.76.20.10290-10298.2002.
- Strausberg RL; Feingold EA; Grouse LH;  . (2003). „Generation and initial analysis of more than 15,000 full-length human and mouse cDNA sequences”. Proc. Natl. Acad. Sci. U.S.A. 99 (26): 16899—903. PMC 139241 . PMID 12477932. doi:10.1073/pnas.242603899.
- Xiao H, Chung J, Kao HY, Yang YC (2003). „Tip60 is a co-repressor for STAT3”. J. Biol. Chem. 278 (13): 11197—204. PMID 12551922. doi:10.1074/jbc.M210816200.
- Dequiedt F; Kasler H; Fischle W;  . (2003). „HDAC7, a thymus-specific class II histone deacetylase, regulates Nur77 transcription and TCR-mediated apoptosis”. Immunity. 18 (5): 687—98. PMID 12753745. doi:10.1016/S1074-7613(03)00109-2.
- Lee CH; Chawla A; Urbiztondo N;  . (2003). „Transcriptional repression of atherogenic inflammation: modulation by PPARdelta”. Science. 302 (5644): 453—7. PMID 12970571. doi:10.1126/science.1087344.
- Ota T; Suzuki Y; Nishikawa T;  . (2004). „Complete sequencing and characterization of 21,243 full-length human cDNAs”. Nat. Genet. 36 (1): 40—5. PMID 14702039. doi:10.1038/ng1285.
- Li X; Song S; Liu Y;  . (2004). „Phosphorylation of the histone deacetylase 7 modulates its stability and association with 14-3-3 proteins”. J. Biol. Chem. 279 (33): 34201—8. PMID 15166223. doi:10.1074/jbc.M405179200.
- Kato H, Tamamizu-Kato S, Shibasaki F (2004). „Histone deacetylase 7 associates with hypoxia-inducible factor 1alpha and increases transcriptional activity”. J. Biol. Chem. 279 (40): 41966—74. PMID 15280364. doi:10.1074/jbc.M406320200.
- Beausoleil SA; Jedrychowski M; Schwartz D;  . (2004). „Large-scale characterization of HeLa cell nuclear phosphoproteins”. Proc. Natl. Acad. Sci. U.S.A. 101 (33): 12130—5. PMC 514446 . PMID 15302935. doi:10.1073/pnas.0404720101.
- Jin J; Smith FD; Stark C;  . (2004). „Proteomic, functional, and domain-based analysis of in vivo 14-3-3 binding proteins involved in cytoskeletal regulation and cellular organization”. Curr. Biol. 14 (16): 1436—50. PMID 15324660. doi:10.1016/j.cub.2004.07.051.
- Nicholas C. Price; Lewis Stevens (1999). Fundamentals of Enzymology: The Cell and Molecular Biology of Catalytic Proteins (Third изд.). USA: Oxford University Press. ISBN 019850229X.
- Eric J. Toone (2006). Advances in Enzymology and Related Areas of Molecular Biology, Protein Evolution (Volume 75 изд.). Wiley-Interscience. ISBN 0471205036.
- Branden C; Tooze J. Introduction to Protein Structure. New York, NY: Garland Publishing. ISBN 0-8153-2305-0.
- Irwin H. Segel. Enzyme Kinetics: Behavior and Analysis of Rapid Equilibrium and Steady-State Enzyme Systems (Book 44 изд.). Wiley Classics Library. ISBN 0471303097.
- William P. Jencks (1987). Catalysis in Chemistry and Enzymology. Dover Publications. ISBN 0486654605.

## Spoljašnje veze
- HDAC7A+protein,+human на 